# Ponerorchis takasago-montana
Ponerorchis takasago-montana är en orkidéart som först beskrevs av Genkei Masamune, och fick sitt nu gällande namn av Jisaburo Ohwi. Ponerorchis takasago-montana ingår i släktet Ponerorchis och familjen orkidéer. Inga underarter finns listade i Catalogue of Life.